# 구소련 국가

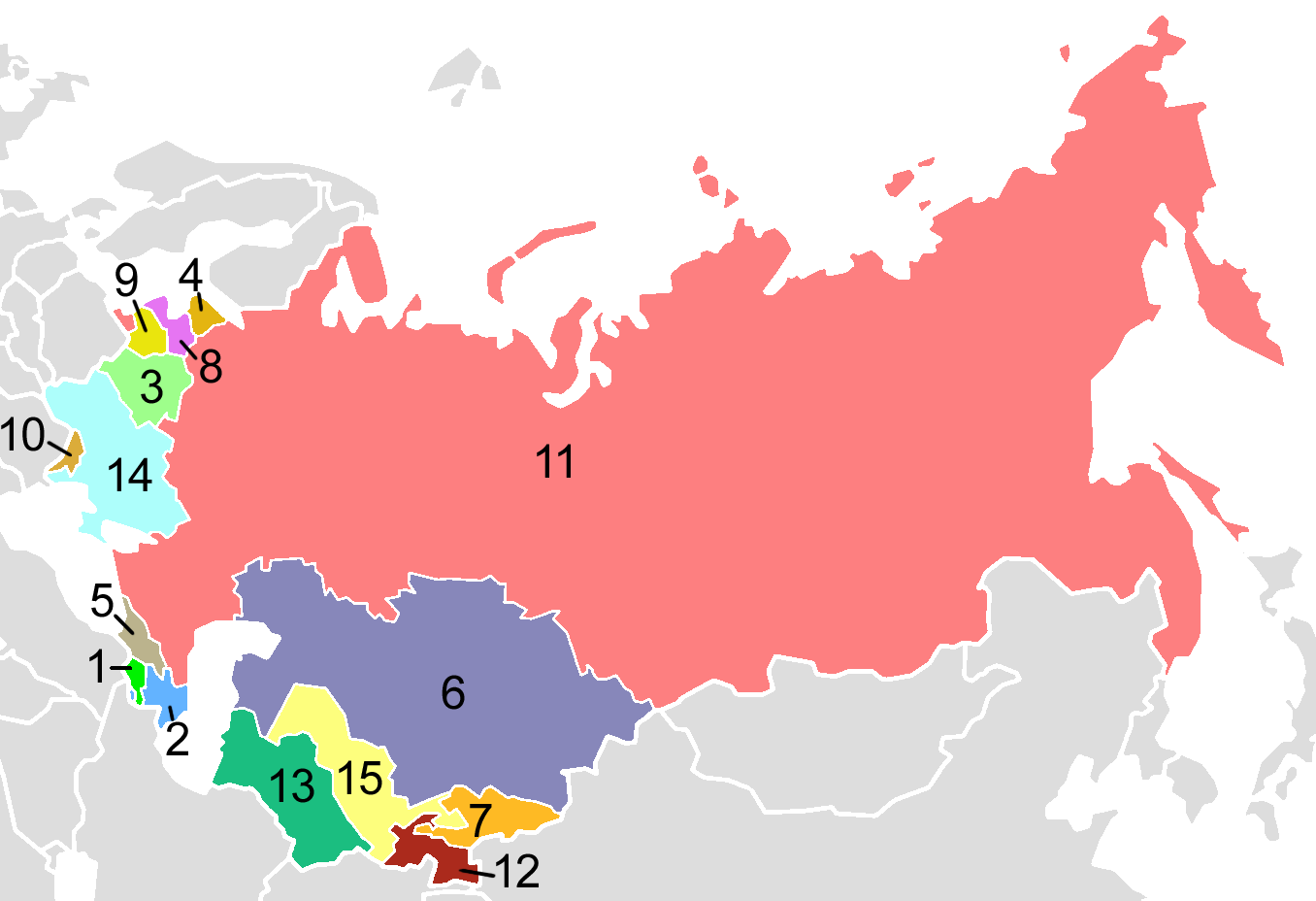
구소련 국가 (숫자는 영어 알파벳 순):
1. 아르메니아;
2. 아제르바이잔;
3. 벨라루스;
4. 에스토니아;
5. 조지아;
6. 카자흐스탄;
7. 키르기스스탄;
8. 라트비아;
9. 리투아니아;
10. 몰도바;
11. 러시아;
12. 타지키스탄;
13. 투르크메니스탄;
14. 우크라이나;
15. 우즈베키스탄

구소련 국가(러시아어: Постсоветское пространство, 영어: post-Soviet states, former Soviet Union (FSU), former Soviet Republics, near abroad)는 소비에트 사회주의 공화국 연방이 1991년 12월 26일 해체된 이후 독립한 15개 나라를 말한다.

## 지역적 분포

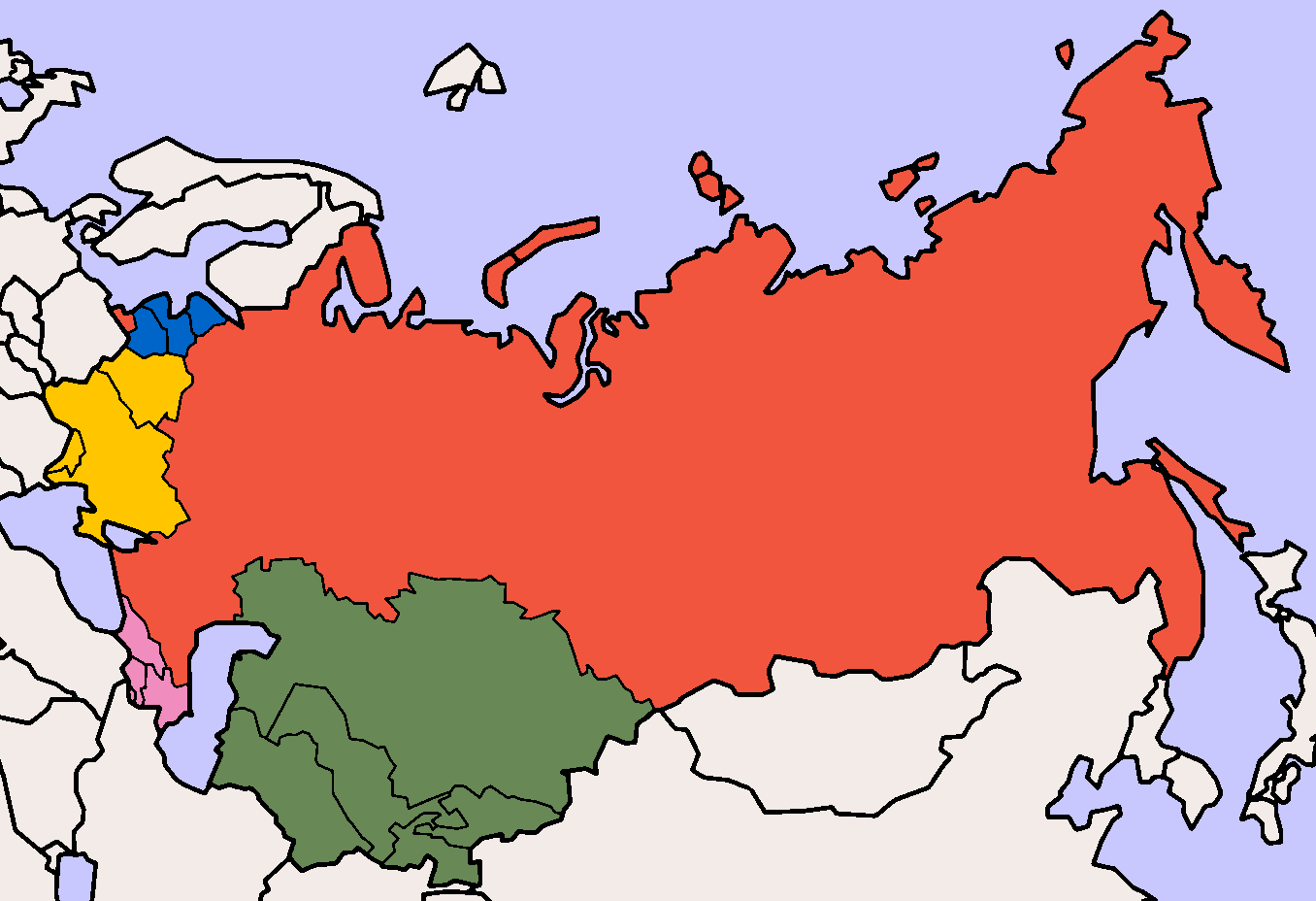
구소련 국가의 지리적 구분:
러시아
남카프카스
발트 3국
중동부 유럽
중앙아시아

15개 구소련 국가는 일반적으로 위치에 따라 다음 다섯 지역으로 나눈다.
| 국가           | 면적km2    | 면적 비율% | 수도        | 공용어                                    | 지역          |
| -------------- | ---------- | ---------- | ----------- | ----------------------------------------- | ------------- |
| 아르메니아     | 29,743     | 0.13       | 예레반      | 아르메니아어, 러시아어                    | 남카프카스    |
| 아제르바이잔   | 86,600     | 0.38       | 바쿠        | 아제르바이잔어                            | 남카프카스    |
| 벨라루스       | 207,600    | 0.93       | 민스크      | 벨라루스어, 러시아어                      | 동유럽        |
| 에스토니아     | 45,226     | 0.20       | 탈린        | 에스토니아어                              | 발트3국       |
| 조지아         | 69,700     | 0.31       | 트빌리시    | 조지아어                                  | 남카프카스    |
| 카자흐스탄     | 2,724,900  | 12.2       | 아스타나    | 카자흐스탄어(국어), 러시아어(공용어)      | 중앙아시아    |
| 키르기스스탄   | 199,945    | 0.89       | 비슈케크    | 키르기스스탄어(국어), 러시아어(공용어)    | 중앙아시아    |
| 라트비아       | 64,589     | 0.28       | 리가        | 라트비아어                                | 발트3국       |
| 리투아니아     | 65,200     | 0.29       | 빌뉴스      | 리투아니아어                              | 발트3국       |
| 몰도바         | 33,843     | 0.15       | 키시너우    | 루마니아어                                | 동유럽        |
| 러시아         | 17,124,442 | 76.7       | 모스크바    | 러시아어                                  | 유라시아      |
| 타지키스탄     | 143,100    | 0.64       | 두샨베      | 타지크어(공식어), 러시아어(민족간 언어)   | 중앙아시아    |
| 투르크메니스탄 | 491,210    | 2.20       | 아시가바트  | 투르크멘어(국가어), 러시아어(민족간 언어) | 중앙아시아    |
| 우크라이나     | 576,664    | 2.58       | 키예프      | 우크라이나어                              | 동유럽        |
| 우즈베키스탄   | 447,400    | 2.00       | 타슈켄트    | 우즈베크어(국가어), 러시아어(민족간 언어) | 중앙아시아    |
| 15개국         | 22,307,815 | 100        | 국가별 수도 | 국가별 언어                               | 유라시아 대륙 |

| 남카프카스 - 아르메니아 - 아제르바이잔 - 조지아 |  | 발트 3국 - 라트비아 - 리투아니아 - 에스토니아 |  | 중앙아시아 - 카자흐스탄 - 키르기스스탄 - 타지키스탄 - 투르크메니스탄 - 우즈베키스탄 |

| 러시아 - 러시아 |  | 동부 유럽 - 몰도바 - 벨라루스 - 우크라이나 |

## 같이 보기
- 루스키 미르
- 러시아 민족통일주의
- 동구권
- 동결분쟁
- 러시아화
- 친러
- 제2세계
- 대표 없는 국가 민족 기구